# Australien i olympiska vinterspelen 1998
Australien deltog i olympiska vinterspelen 1998. Australiens trupp bestod av 23 idrottare varav 15 var män och 8 var kvinnor. Den äldsta i Australiens trupp var Kerryn Pethybridge-Rim (35 år, 162 dagar) och den yngsta var Joanne Carter (17 år, 307 dagar).

## Medaljer

### Brons
- Alpin skidåkning
  - Slalom damer: Zali Steggall

## Resultat

### Alpin skidåkning
- Slalom damer
  - Zali Steggall - 3

### Bob
- Två-manna
  - Jason Giobbi och Adam Barclay - 22
- Fyra-manna
  - Jason Giobbi, Scott Walker, Ted Polglaze och Adam Barclay - 23

### Freestyle
- Puckelpist herrar
  - Adrian Costa - 21
- Hopp herrar
  - Jonathan Sweet - ?
- Puckelpist damer
  - Maria Despas - 23
- Hopp damer
  - Kirstie Marshall - 14
  - Jacqui Cooper - 23

### Konståkning
- Singel herrar
  - Anthony Liu - ?
- Paråkning
  - Danielle Carr-McGrath och Stephen Carr - 13
- Singel damer
  - Joanne Carter - 12

### Längdskidåkning
- 10 km herrar
  - Andy Evans - 66
  - Paul Gray - 88
- 30 km herrar
  - Andy Evans - 51
- 50 km herrar
  - Andy Evans - 48
  - Paul Gray - 59
- 10+15 km herrar
  - Andy Evans - 55
  - Paul Gray - ?

### Short track
- 500 m herrar
  - Steven Bradbury - 19
- 1 000 m herrar
  - Steven Bradbury - 21
- 5 000 m stafett herrar
  - Steven Bradbury, Richard Goerlitz, Kieran Hansen och Richard Nizielski - 8
- 500 m damer
  - Janet Daly - 27
- 1 000 m damer
  - Janet Daly - 29

### Skidskytte
- 7,5 km sprint damer
  - Kerryn Pethybridge-Rim - 47
- 15 km damer
  - Kerryn Pethybridge-Rim - 43

### Snowboard
- Storslalom herrar
  - Zeke Steggall - 28